# Jakub Arnošt z Lichtensteinu-Castelcorna
Jakub Arnošt hrabě z Lichtensteinu-Castelcorna (německy Jakob Ernst Graf von Lichtenstein-Kastelkorn / Castelcorn, 14. února 1690 Doboszowice – 12. června 1747 Salcburk) byl moravský šlechtic z rodu Lichtenstein-Castelcornů a římskokatolický duchovní. Vykonával funkce biskupa sekavského, olomouckého a poslední dva roky svého života knížete-arcibiskupa salcburského.

## Život

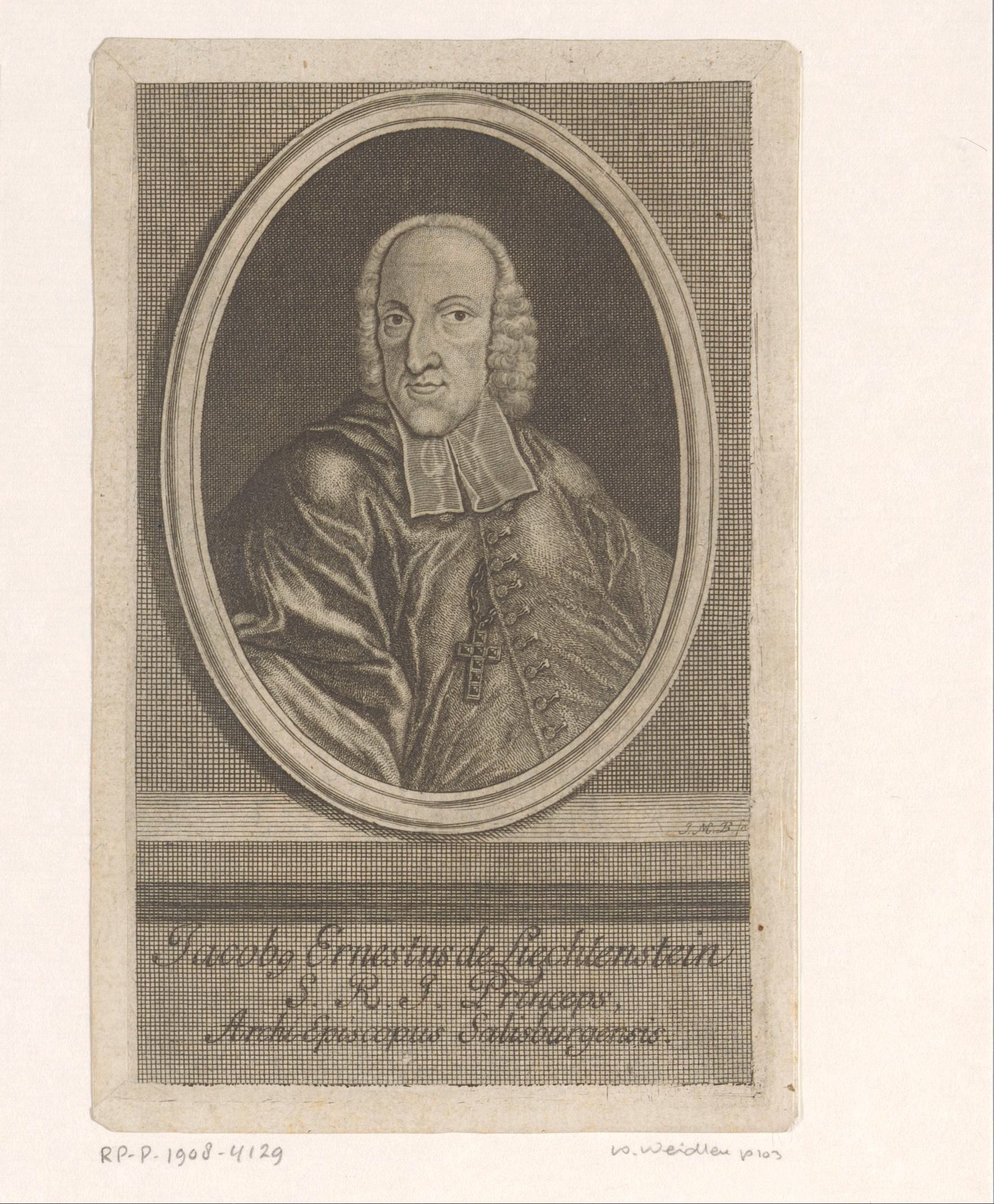
Jakub Arnošt z Lichtensteinu-Castelcorna

Jakub Arnošt se narodil v dolnoslezských Dobošovicích jako potomek původně jihotyrolského rodu Lichtenstein-Castelcornů. Jeho rodiči byli František hrabě z Lichtenštejna-Kastelkornu (†1706), císařský tajný rada a Kateřina, rozená svobodná paní Pavlovská z Pavlovic (†1704).
Jakub Arnošt studoval filosofii a právo v Brně a Olomouci. Poté, co se rozhodl pro dráhu duchovního, stal se roku 1709 kanovníkem olomoucké kapituly. V letech 1709 až 1712 studoval na Collegiu Germanicu v Římě, kde získal doktorát z teologie.

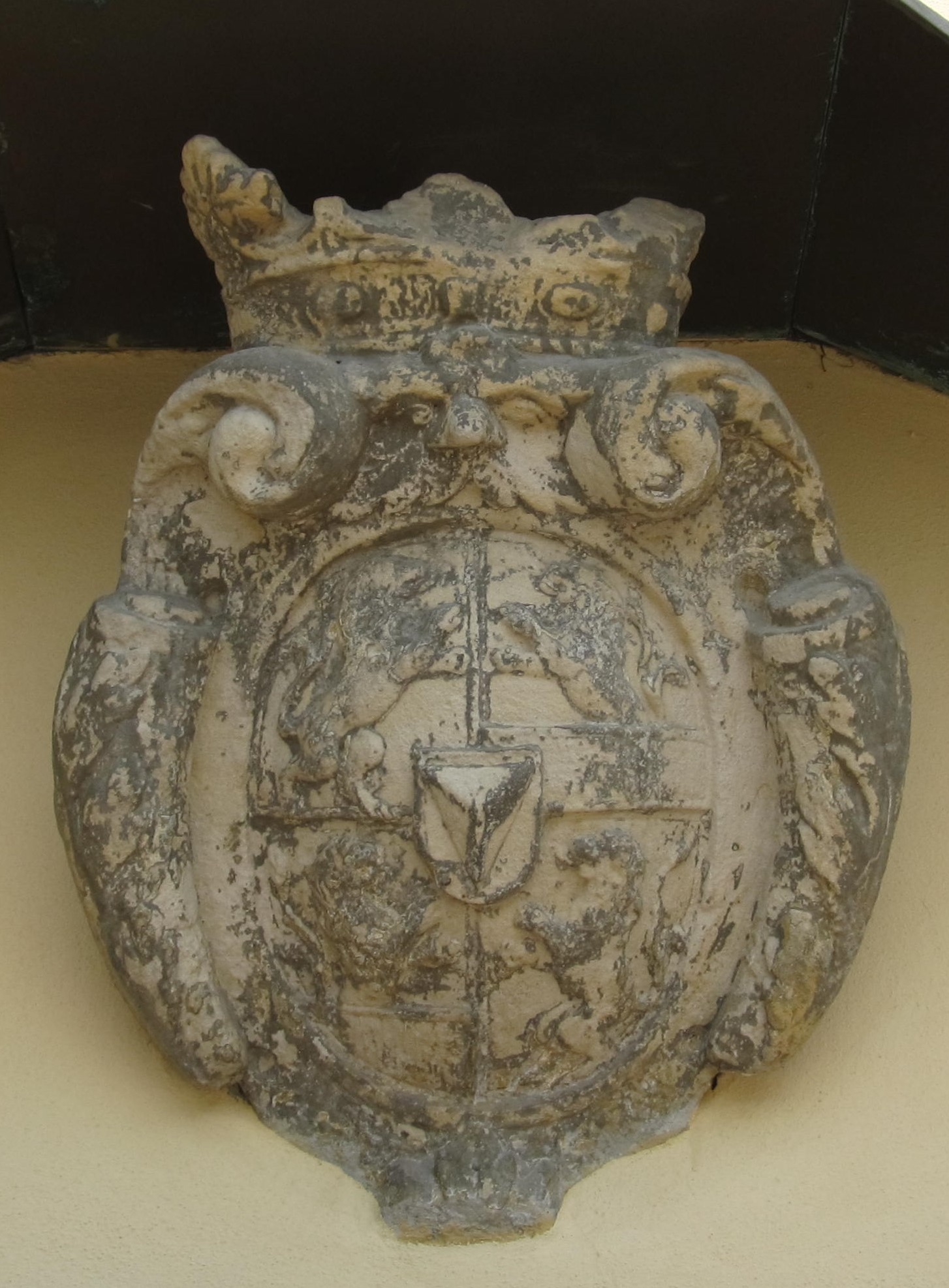
Erb Jakuba Arnošta Lichtenstein-Castelcorna na hradě Malenovice

Roku 1713 ještě v Římě obdržel kněžské svěcení a poté několik let působil při biskupské kanceláři v Olomouci a zároveň byl arcijáhnem v Opavě. Roku 1717 se, po odstoupení svého bratra, stal členem kapituly v Salcburku, kde brzy povýšil na post předsedy konsistoře.
V letech 1728–1738 byl Jakub Arnošt biskupem sekavským a v roce 1738 až 1745 byl knížetem-biskupem olomouckým. Od roku 1745 až do své smrti v roce 1747 zastával úřad knížete-arcibiskupa salcburského.
Po otci zdědil panství Bílá Voda, později byl poručníkem za nezletilé bratry. Při dělení otcovského dědictví v roce 1724 převzal navíc panství Pohořelice a nakonec se při dalším dělení mezi sourozenci stal v roce 1740 i majitelem panství s hradem Malenovice. Na malenovickém hradě realizoval stavební úpravy doložené jeho erbem na vstupní bráně v předhradí. V Pohořelicích nechal na vlastní náklady postavit barokní kostel sv. Jana Nepomuckého a jako tehdejší olomoucký biskup jej také osobně vysvětil (1740). Mimo jiné založil na svém panství v Bílé Vodě piaristickou kolej. Byl také mecenášem vědy a umění, v Olomouci vydržoval početný hudební soubor.
Roku 1743 korunoval Marii Terezii na českou královnu. Právo korunovat české panovníky náleželo pražským arcibiskupům, ale tehdejší pražský arcibiskup Jan Mořic Gustav z Manderscheid-Blankenheimu během války o rakouské dědictví a francouzské okupace Prahy holdoval vzdorokráli Karlu VII. Po ústupu francouzských vojsk z Čech byl v nemilosti donucen pobývat mimo Prahu a k aktu korunovace byl přizván olomoucký biskup Jakub Arnošt Lichtenštejn-Castelcorn. Korunovace se konala 12. května 1743 v pražské katedrále sv. Víta.
Zemřel 12. června 1747 v Salcburku ve věku 57 let. Pohřeb se konal 20. června v salcburské katedrále sv. Ruperta a Virgila, pohřební obřady se konaly ve stylu okázalých funerálních slavností v barokním stylu. Pohřbu se mimo jiné zúčastnil synovec Karel Otto Salm-Neuburg (1709–1766), který byl dědicem moravských panství Malenovice a Pohořelice. Dalším účastníkem pohřbu byl také synovec Alois Arnošt Podstatský-Lichtenštejn (1723–1793), který v mládí působil u biskupského dvora Jakuba Arnošta a doprovázel jej také na korunovaci Marie Terezie, později byl dlouholetým vlivným diplomatem a vyslancem v Mnichově. Rodina Podstatských později po vymření Lichtenstein-Castelcornů převzala jejich jméno, erb i velký majetek (Telč).